# 2018年馬爾代夫總統選舉
2018年馬爾代夫總統選舉於2018年9月23日星期日舉行。反對派的易卜拉欣·穆罕默德·薩利赫擊敗爭取連任的阿卜杜拉·亚明，當選下一任马尔代夫总统。

## 選舉制度
馬爾代夫總統選舉採用两轮选举制。如果有多於兩位參選人，而又無人在首輪投票取得過半數票，則需舉行次輪投票。

## 国际观察

#### 国际观察者
- 斯里蘭卡 – 斯里兰卡选举委员会（英语：Election Commission of Sri Lanka）
- 菲律賓 – 菲律宾选举委员会（英语：Commission on Elections (Philippines)）
- 羅馬尼亞 – 罗马尼亚永久选举机构（英语：Permanent Electoral Authority (Romania)）
- 泰國 – 泰国选举委员会（英语：Election Commission of Thailand）
- 馬來西亞 – 馬來西亞選舉委員會
- 巴勒斯坦國 – 巴勒斯坦中央选举委员会
- 英國 – 英国议会团体（英语：All-party parliamentary group）
- 匈牙利 – 匈牙利团体
- ACRE – 欧洲保守派和改革主义者联盟团体
- ANFREL – 亚洲自由选举网络团体

#### 国际监视
- 美國 – 纽约时报，美联社
- 瑞士 – 瑞士德语广播电视
- 印度 – 经济时报（英语：The Economic Times），线（英语：The Wire (Indian web publication)）， 印度报，WION（英语：WION (TV channel)）
- 法國 – 费加罗报，法新社
- 日本 – 讀賣新聞，朝日新聞，NHK，共同通讯社

#### 反对侧国际监视
- 英國 – 经济学人
- 国际 – 汤森路透
- 印度 – 印度广播
- 德國 – 德國公共廣播聯盟

## 選舉結果
| 參選人                                                          | 參選人                   | 政黨                   | 得票    | %     |
| --------------------------------------------------------------- | ------------------------ | ---------------------- | ------- | ----- |
|                                                                 | 易卜拉欣·穆罕默德·薩利赫 | 馬爾代夫民主黨         | 134,705 | 58.38 |
|                                                                 | 阿卜杜拉·亚明            | 馬爾代夫進步黨         | 96,052  | 41.62 |
| 無效票／空白票                                                  | 無效票／空白票           | 無效票／空白票         | 3,132   | –     |
| 總計                                                            | 總計                     | 總計                   | 233,889 | 100   |
| 已登記選民人數／投票率                                          | 已登記選民人數／投票率   | 已登記選民人數／投票率 | 262,135 | 89.22 |
| 來源：馬爾代夫选举委员会Archive.today的存檔，存档日期2018-09-30 |                          |                        |         |       |

2018年9月24日，阿卜杜拉·亚明承认竞选连任失败。